# L'ispettore Sarti
L'ispettore Sarti è la seconda serie televisiva tratta dai romanzi di Loriano Macchiavelli, trasmessa dalla Rai nel 1991 (prima stagione) e 1994 (seconda stagione). La prima serie risale al 1978 ed è andata in onda col titolo Sarti Antonio brigadiere.

## Trama
Il bolognese Antonio Sarti (Gianni Cavina) lavora come ispettore nella sua città, che viene qui presentata come un luogo ricco di misteri e di lati oscuri. Egli riesce, in ogni occasione, a risolvere i casi che gli vengono affidati grazie soprattutto al suo intuito e alla sua esperienza, affinata negli anni della lunga gavetta svolta all'inizio della sua carriera. Attorno alla figura di Sarti vi sono il prezioso informatore Rosas (Tino Schirinzi), nonché la misteriosa fidanzata Leda (Christiana Borghi) e il suo diretto superiore, il commissario Raimondi (Paolo Maria Scalondro). Sono inoltre intervenuti in questa serie alcuni volti noti dell'epoca, tra cui Arnoldo Foà, Daniela Poggi e Nicola Pistoia.

## Episodi

### Prima stagione
| Nº | Titolo                       | Prima TV Italia  |
| -- | ---------------------------- | ---------------- |
| 1  | L'inquilino americano        | 12 febbraio 1991 |
| 2  | A scuola con il killer       | 19 febbraio 1991 |
| 3  | Un'indagine personale        | 26 febbraio 1991 |
| 4  | Un diavolo per capello       | 5 marzo 1991     |
| 5  | Rompicapo giapponese         | 12 marzo 1991    |
| 6  | Le piste dell'attentato      | 19 marzo 1991    |
| 7  | Ombre sotto i portici        | 26 marzo 1991    |
| 8  | Come è difficile dire ti amo | 2 aprile 1991    |
| 9  | Un caffè molto amaro         | 9 aprile 1991    |
| 10 | Corsia gialla                | 16 aprile 1991   |
| 11 | Caccia tragica               | 23 aprile 1991   |
| 12 | Fiori alla memoria           | 30 aprile 1991   |
| 13 | Rapiti si nasce              | 7 maggio 1991    |

### Seconda stagione
| Nº | Titolo                          | Prima TV Italia |
| -- | ------------------------------- | --------------- |
| 1  | La ghironda dagli occhi azzurri | 3 maggio 1994   |
| 2  | Pressing col morto              | 10 maggio 1994  |
| 3  | Brindisi di compleanno          | 17 maggio 1994  |
| 4  | Il patto                        | 24 maggio 1994  |
| 5  | L'ombra dell'angelo             | 31 maggio 1994  |
| 6  | Overdose                        | 7 giugno 1994   |